# Diendorfer Störung

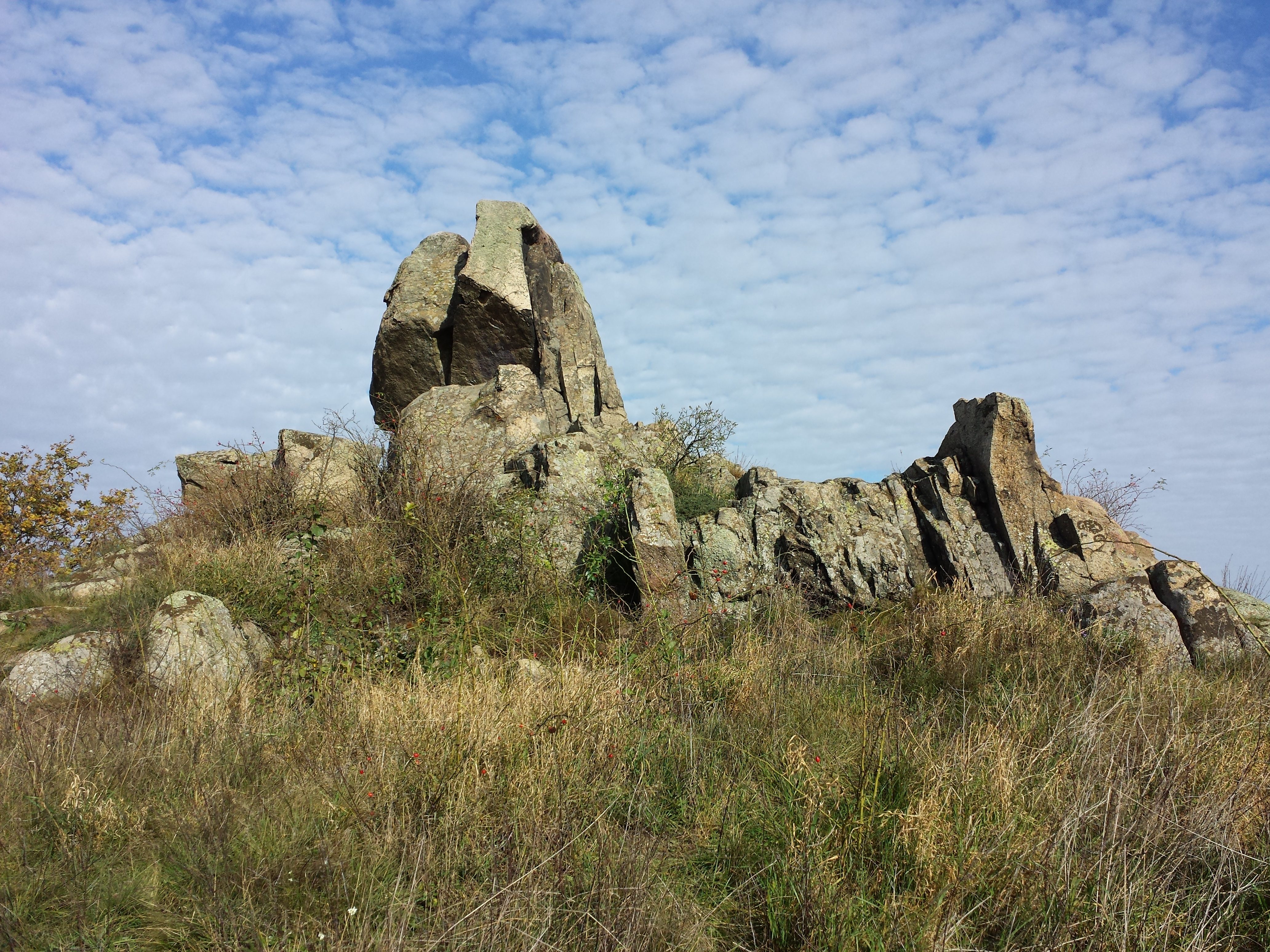
Durch die Diendorfer Störung verursachte senkrechte Klüfte in den Kogelsteinen bei Eggenburg.

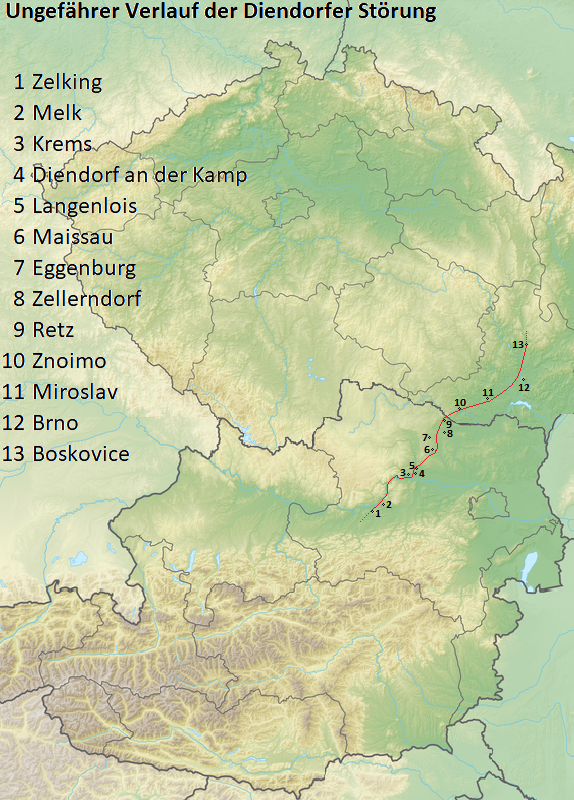
Ungefährer Verlauf der Diendorfer Störung zwischen Österreich und Tschechien bzw. zwischen Böhmischer Masse und Alpen

Die Diendorfer Störung ist eine markante geologische Störung im östlichsten Teil der Böhmischen Masse. Sie durchquert Niederösterreich und Südböhmen und ist die bedeutendste Störungslinie der Region, im Nordwesten gefolgt von der Vitiser Störung.
Die Störungslinie beginnt im südwestlichen Niederösterreich bei Wieselburg und erstreckt sich rund 200 Kilometer über Melk und Gansbach quer durch den Dunkelsteinerwald und über Mautern und Langenlois in das namensgebende Diendorf, wo mit beinahe 6 Kilometer die höchste Längserstreckung erreicht wird, und dann über die markante Geländestufe bei Maissau über Platt, Zellerndorf und Retz weiter bis Mähren zur Boskovice-Furche. Zwischen Hundsheim und Krems fließt die Donau im geologisch geschwächten Bereich der Störung.
Die Störung setzte während des Unterperm ein und ist auf einen von Süden nach Norden drängenden Block der Erdkruste zurückzuführen. Die Störung ist petrographisch durch das Auftreten von Myloniten nachweisbar – durch zerrüttetes, zerschertes, zerriebenes oder gar völlig zermahlenes Gestein. Im Abschnitt zwischen Melk und Maissau sind die Schichten bis zu 25 Kilometer seitlich versetzt, wie der doppelte Knick im Flussverlauf der Donau zeigt. Vor allem südlich der Donau im Dunkelsteiner Wald macht sich die Diendorfer Störung bis in jüngste Zeit durch spürbare Erdbeben und Beschädigungen bzw. Risse an Gebäuden und Verkehrswegen geophysikalisch bemerkbar sowie in der Landschaft durch die Entstehung von Sätteln und Gräben. 